# Flaujac-Gare
Pour les articles homonymes, voir Flaujac (homonymie).
Flaujac-Gare est une commune française située dans le centre du département du Lot, en région Occitanie.
Elle est également dans le causse de Gramat, le plus vaste et le plus sauvage des quatre causses du Quercy.
Exposée à un climat océanique altéré, aucun cours d'eau permanent n'est répertorié sur la commune. Incluse dans le bassin de la Dordogne, la commune possède un patrimoine naturel remarquable :
Flaujac-Gare est une commune rurale qui compte 86 habitants en 2022, après avoir connu un pic de population de 293 habitants en 1851.  Elle fait partie de l'aire d'attraction de Figeac. Ses habitants sont appelés les Flaujacais ou  Flaujacaises.

## Géographie
Commune située dans le Quercy, sur la Ouysse.

### Communes limitrophes
Les communes limitrophes sont  Durbans, Issendolus, Reilhac, Saint-Simon et Thémines.
|         | Issendolus   | Thémines                |
| Reilhac | Flaujac-Gare | Saint-Simon (sur 200 m) |
|         | Durbans      |                         |

### Climat
Pour des articles plus généraux, voir Climat de l'Occitanie et Climat du Lot.
En 2010, le climat de la commune est de type climat océanique altéré, selon une étude s'appuyant sur une série de données couvrant la période 1971-2000. En 2020, Météo-France publie une typologie des climats de la France métropolitaine dans laquelle la commune est dans une zone de transition entre le climat océanique altéré et le climat de montagne ou de marges de montagne et est dans la région climatique Ouest et nord-ouest du Massif Central, caractérisée par une pluviométrie annuelle de 900 à 1 500 mm, maximale en automne et en hiver.
Pour la période 1971-2000, la température annuelle moyenne est de 11,9 °C, avec une amplitude thermique annuelle de 15,7 °C. Le cumul annuel moyen de précipitations est de 1 038 mm, avec 11,5 jours de précipitations en janvier et 6,4 jours en juillet. Pour la période 1991-2020, la température moyenne annuelle observée sur la station météorologique la plus proche, située sur la commune de Lunegarde à 7 km à vol d'oiseau, est de 12,6 °C et le cumul annuel moyen de précipitations est de 828,1 mm,. Pour l'avenir, les paramètres climatiques de la commune estimés pour 2050 selon différents scénarios d’émission de gaz à effet de serre sont consultables sur un site dédié publié par Météo-France en novembre 2022.

### Milieux naturels et biodiversité

#### Espaces protégés
La protection réglementaire est le mode d’intervention le plus fort pour préserver des espaces naturels remarquables et leur biodiversité associée,.
La commune fait partie du parc naturel régional des Causses du Quercy, un espace protégé créé en 1999 et d'une superficie de 183 039 ha, qui s'étend sur 102 communes du département du Lot. La cohérence du territoire du Parc s’est fondée sur l’unité géologique d’un même socle de massif karstique, entaillé de profondes vallées. Le périmètre repose sur une unité de paysages autour de la pierre et du bâti (souvent en pierre sèche), de l’empreinte des pelouses sèches et du pastoralisme et de l’omniprésence des patrimoines naturels et culturels,. Ce parc a été classé Géoparc en mai 2017 sous la dénomination « géoparc des causses du Quercy », faisant dès lors partie du réseau mondial des Géoparcs, soutenu par l’UNESCO,.
La commune fait également partie de la zone de transition du bassin de la Dordogne, un territoire d'une superficie de 1 880 258 ha reconnu réserve de biosphère par l'UNESCO en juillet 2012,.

## Urbanisme

### Typologie
Au 1er janvier 2024, Flaujac-Gare est catégorisée commune rurale à habitat très dispersé, selon la nouvelle grille communale de densité à sept niveaux définie par l'Insee en 2022.
Elle est située hors unité urbaine. Par ailleurs la commune fait partie de l'aire d'attraction de Figeac, dont elle est une commune de la couronne,. Cette aire, qui regroupe 59 communes, est catégorisée dans les aires de moins de 50 000 habitants,.

### Occupation des sols
L'occupation des sols de la commune, telle qu'elle ressort de la base de données européenne d’occupation biophysique des sols Corine Land Cover (CLC), est marquée par l'importance des forêts et milieux semi-naturels (53,8 % en 2018), une proportion identique à celle de 1990 (53,8 %). La répartition détaillée en 2018 est la suivante : 
prairies (45,3 %), forêts (38,7 %), milieux à végétation arbustive et/ou herbacée (15,1 %), zones agricoles hétérogènes (0,9 %). L'évolution de l’occupation des sols de la commune et de ses infrastructures peut être observée sur les différentes représentations cartographiques du territoire : la carte de Cassini (XVIIIe siècle), la carte d'état-major (1820-1866) et les cartes ou photos aériennes de l'IGN pour la période actuelle (1950 à aujourd'hui).

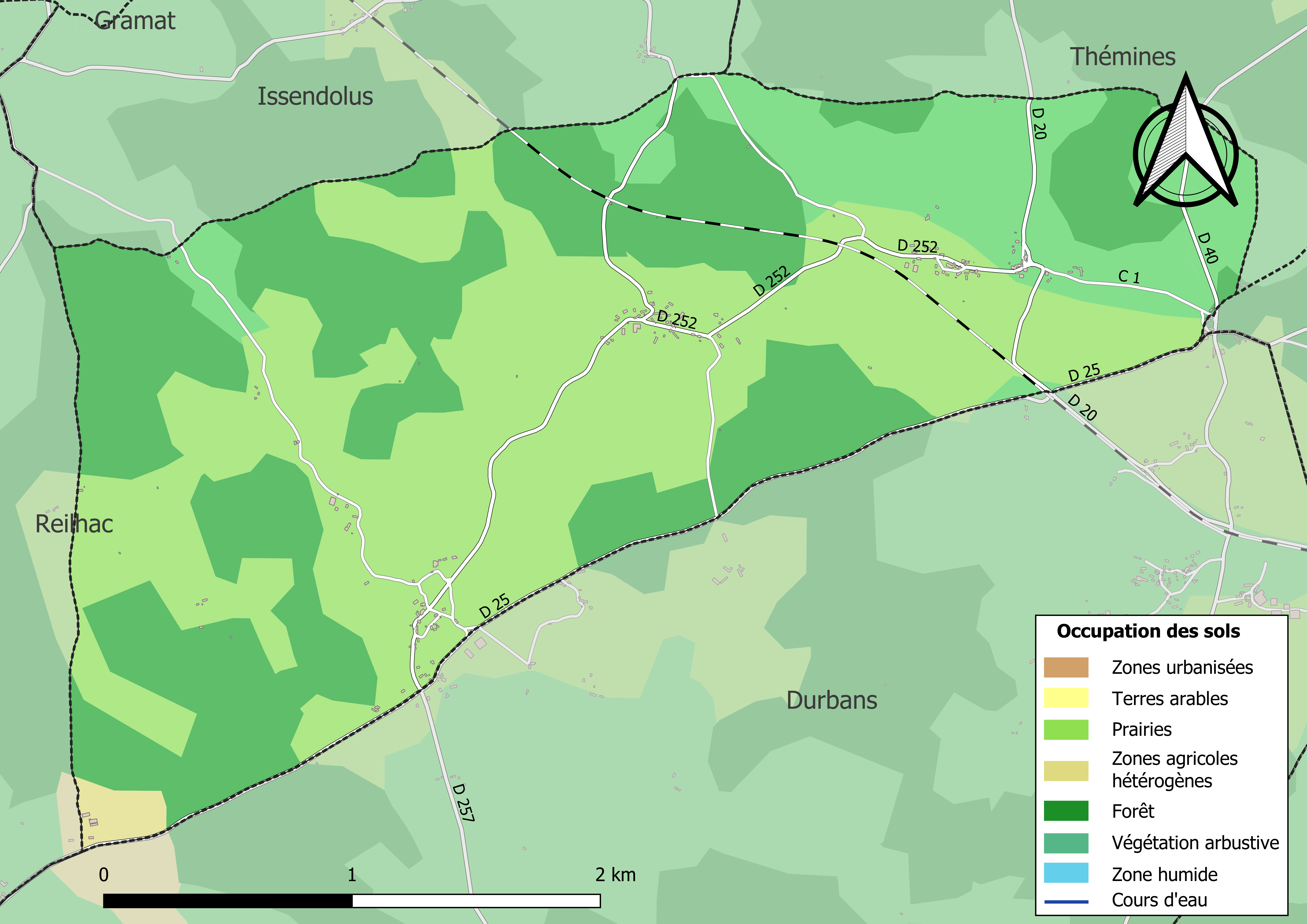
Carte des infrastructures et de l'occupation des sols de la commune en 2018 (CLC).

### Risques majeurs
Le territoire de la commune de Flaujac-Gare est vulnérable à différents aléas naturels : météorologiques (tempête, orage, neige, grand froid, canicule ou sécheresse), feux de forêts, mouvements de terrains et séisme (sismicité très faible). Il est également exposé à un risque technologique,  le transport de matières dangereuses. Un site publié par le BRGM permet d'évaluer simplement et rapidement les risques d'un bien localisé soit par son adresse soit par le numéro de sa parcelle.

#### Risques naturels
Flaujac-Gare est exposée au risque de feu de forêt. Un plan départemental de protection des forêts contre les incendies a été approuvé par arrêté préfectoral le 30 novembre 2015 pour la période 2015-2025. Les propriétaires doivent ainsi couper les broussailles, les arbustes et les branches basses sur une profondeur de 50 mètres, aux abords des constructions, chantiers, travaux et installations de toute nature, situées à moins de 200 mètres de terrains en nature
de bois, forêts, plantations, reboisements, landes ou friches. Le brûlage des déchets issus de l’entretien des parcs et jardins des ménages et des collectivités est interdit. L’écobuage est également interdit, ainsi que les feux de type méchouis et barbecues, à l’exception de ceux prévus dans des installations fixes (non situées sous couvert d'arbres) constituant une dépendance d'habitation.

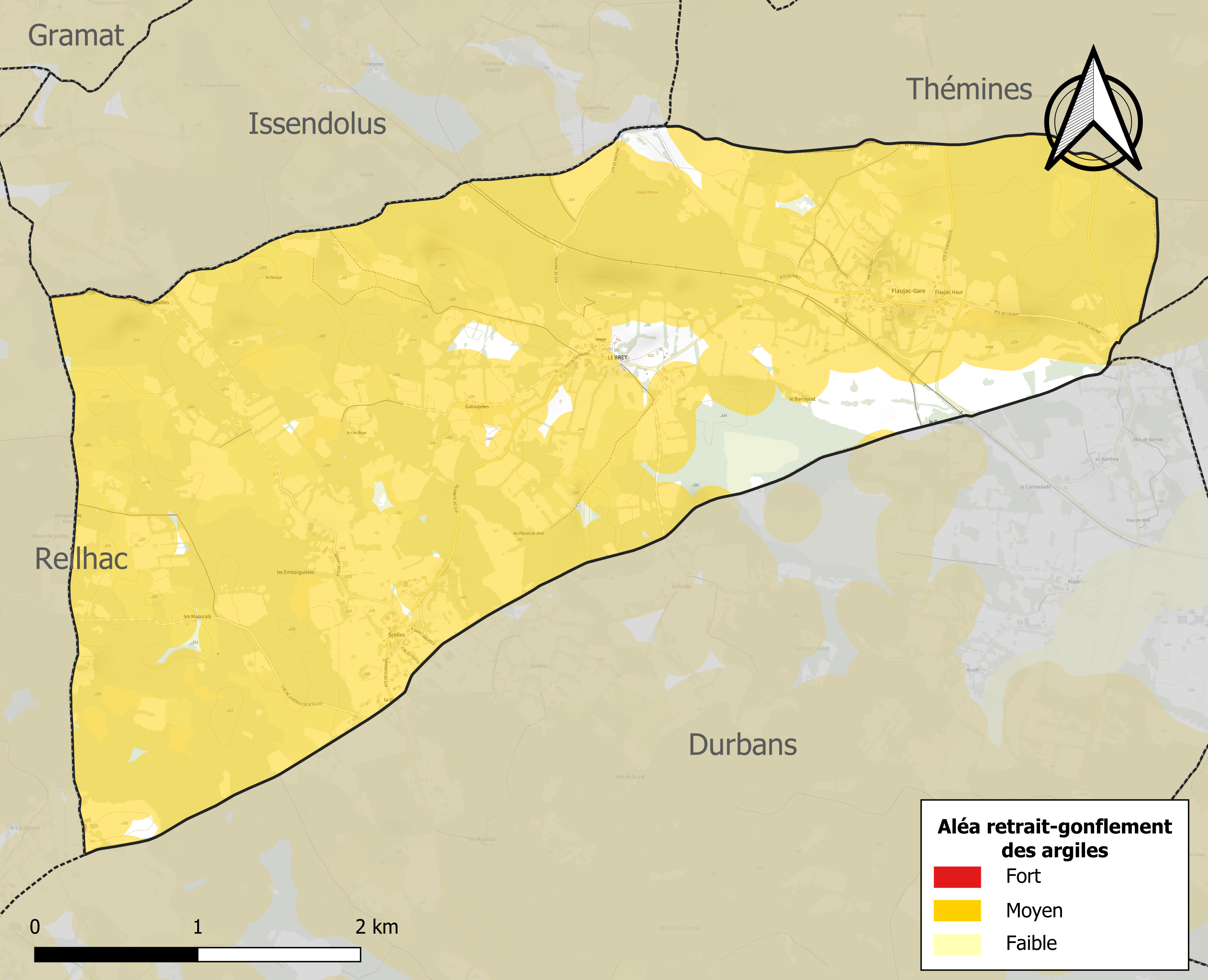
Carte des zones d'aléa retrait-gonflement des sols argileux de Flaujac-Gare.

Les mouvements de terrains susceptibles de se produire sur la commune sont des affaissements et effondrements liés aux cavités souterraines (hors mines). Par ailleurs, afin de mieux appréhender le risque d’affaissement de terrain, l'inventaire national des cavités souterraines permet de localiser celles situées sur la commune.
Le retrait-gonflement des sols argileux est susceptible d'engendrer des dommages importants aux bâtiments en cas d’alternance de périodes de sécheresse et de pluie. 91,9 % de la superficie communale est en aléa moyen ou fort (67,7 % au niveau départemental et 48,5 % au niveau national). Sur les 77 bâtiments dénombrés sur la commune en 2019, 68 sont en aléa moyen ou fort, soit 88 %, à comparer aux 72 % au niveau départemental et 54 % au niveau national. Une cartographie de l'exposition du territoire national au retrait gonflement des sols argileux est disponible sur le site du BRGM,.
Par ailleurs, afin de mieux appréhender le risque d’affaissement de terrain, l'inventaire national des cavités souterraines permet de localiser celles situées sur la commune.
La commune a été reconnue en état de catastrophe naturelle au titre des dommages causés par les inondations et coulées de boue survenues en 1982 et 1999. Concernant les mouvements de terrains, la commune a été reconnue en état de catastrophe naturelle au titre des dommages causés par la sécheresse en 1989 et par des mouvements de terrain en 1999.

#### Risques technologiques
Le risque de transport de matières dangereuses sur la commune est lié à sa traversée par une infrastructure ferroviaire. Un accident se produisant sur une telle infrastructure est susceptible d’avoir des effets graves sur les biens, les personnes ou l'environnement, selon la nature du matériau transporté. Des dispositions d’urbanisme peuvent être préconisées en conséquence.

## Toponymie
Le toponyme Flaujac est basé sur l'anthroponyme latin ou roman Flavius qualifiant une personne dont les cheveux sont blonds. La terminaison -ac est issue du suffixe gaulois -acon (lui-même du celtique commun *-āko-), souvent latinisé en -acum dans les textes.
Le mot gare, ajouté en 1918, précise que le village était proche d'un ancien arrêt du train. Cependant, la gare la plus proche était située sur la commune voisine de Durbans.

## Histoire

### Accident ferroviaire
Le 3 août 1985 à 15 heures 48 a eu lieu un grave accident ferroviaire entre l’autorail 7924 qui venait d'Assier et le train Corail 6153 qui venait de Gramat sur la ligne Brive - Toulouse. Les deux convois se sont heurtés de front sur la voie unique provoquant la mort de 35 personnes. Cet accident a servi de cas d'école, il illustre le non-respect des procédures et de la réglementation applicable aux croisements des trains, par les chefs de gare d'Assier et de Gramat qui ne se sont pas compris.

## Politique et administration

### Liste des maires
| Période                                  | Période  | Identité            | Étiquette | Qualité |
| ---------------------------------------- | -------- | ------------------- | --------- | ------- |
| 1800                                     | 1815     | François Nastorg    |           |         |
| 1815                                     | 1816     | J. Moizan           |           |         |
| 1816                                     | 1830     | François Nastorg    |           |         |
| 1830                                     | 1848     | Antoine Vidaillac   |           |         |
| 1848                                     | 1860     | Martin Tournie      |           |         |
| 1860                                     | 1868     | Adolphe Pezet (de)  |           |         |
| 1869                                     | 1870     | Daniel Senac        |           |         |
| 1870                                     | 1875     | Adolphe Pezet (de)  |           |         |
| 1875                                     | 1902     | Guillaume Larnaudie |           |         |
| avant 1981                               | ?        | Gabriel Tournié     | DVG       |         |
| mars 2001                                | En cours | Alain Mathieu       |           |         |
| Les données manquantes sont à compléter. |          |                     |           |         |

### Finances locales
Cette section est consacrée aux finances locales de Flaujac-Gare de 2000 à 2018.
Les comparaisons des ratios par habitant sont effectuées avec ceux des communes de moins de 250 habitants appartenant à un groupement fiscalisé, c'est-à-dire à la même strate fiscale.
Pour l'exercice 2018, le compte administratif du budget municipal de Flaujac-Gare s'établit à  50 310 € en dépenses et 55 590 € en recettes :
- les dépenses se répartissent en 44 360 € de charges de fonctionnement et 5 950 € d'emplois d'investissement ;
- les recettes proviennent des 46 880 € de produits de fonctionnement et de 8 710 € de ressources d'investissement.

|                                                                                               | Flaujac-Gare (€/hab.) | Strate (€/hab.) |                                 |
| --------------------------------------------------------------------------------------------- | --------------------- | --------------- | ------------------------------- |
| Résultat comptable                                                                            | 23 €                  | 201 €           | Picto disque bleu : écart fort  |
| Achats et charges ext.                                                                        | 130 €                 | 244 €           | Picto disque bleu : écart fort  |
| Charges de personnels                                                                         | 74 €                  | 202 €           | Picto disque bleu : écart fort  |
| contingents                                                                                   | 71 €                  | 80 €            | Picto cercle bleu : écart moyen |
| subventions versées                                                                           | 20 €                  | 24 €            | Picto cercle bleu : écart moyen |
| charges financières                                                                           | 0 €                   | 15 €            | Picto disque bleu : écart fort  |
| dotation globale de fonctionnement                                                            | 245 €                 | 200 €           | Picto cercle bleu : écart moyen |
| Impôts locaux                                                                                 | 152 €                 | 245 €           | Picto disque bleu : écart fort  |
| Autres impôts                                                                                 | 78 €                  | 98 €            | Picto cercle bleu : écart moyen |
| Écart par rapport à la moyenne de la strate : · de 0 à 10 % ; de 10 à 30 % ; supérieur à 30 % |                       |                 |                                 |

Pour Flaujac-Gare en 2018, la section de fonctionnement se répartit en 44 360 €  de charges (407 € par habitant) pour 46 880 € de produits (430 € par habitant), soit un solde de la section de fonctionnement de 2 520 € (23 € par habitant) :
- le principal pôle de dépenses de fonctionnement est celui des achats et charges externes[Note 4] pour un montant de 14 000 € (32 %), soit 130 € par habitant, ratio inférieur de 47 % à la valeur moyenne pour les communes de la même strate (244 € par habitant). Depuis 5 ans, ce ratio fluctue et présente un minimum de 119 € par habitant en 2016 et un maximum de 174 € par habitant en 2014. Viennent ensuite les groupes des charges de personnels[Note 5] pour 18 %, des contingents[Note 6] pour 18 %, des subventions versées[Note 7] pour 5 % et finalement celui des charges financières[Note 8] pour des sommes inférieures à 1 % ;
- la plus grande part des recettes est constituée de la dotation globale de fonctionnement (DGF)[Note 9] pour une valeur de 27 000 € (58 %), soit 245 € par habitant, ratio supérieur de 22 % à la valeur moyenne pour les communes de la même strate (200 € par habitant). Pour la période allant de 2014 à 2018, ce ratio fluctue et présente un minimum de 243 € par habitant en 2017 et un maximum de 289 € par habitant en 2014. Viennent ensuite des impôts locaux[Note 10] pour 36 % et des autres impôts[Note 11] pour 18 %.

La dotation globale de fonctionnement est quasiment égale à celle versée en 2017.
Les taux des taxes ci-dessous sont votés par la municipalité de Flaujac-Gare. Ils sont constants par rapport à 2017 :
- la taxe d'habitation : 6,56 % ;
- la taxe foncière sur le bâti : 11,05 % ;
- celle sur le non bâti : 124,92 %.

|                                                                                               | Flaujac-Gare (€/hab.) | Strate (€/hab.) |                                |
| --------------------------------------------------------------------------------------------- | --------------------- | --------------- | ------------------------------ |
| Dépenses d'équipement                                                                         | 55 €                  | 414 €           | Picto disque bleu : écart fort |
| Remboursements d'emprunts                                                                     | 0 €                   | 81 €            | Picto disque bleu : écart fort |
| subventions reçues                                                                            | 72 €                  | 138 €           | Picto disque bleu : écart fort |
| fctva                                                                                         | 8 €                   | 53 €            | Picto disque bleu : écart fort |
| Nouvelles dettes                                                                              | 0 €                   | 86 €            | Picto disque bleu : écart fort |
| Écart par rapport à la moyenne de la strate : · de 0 à 10 % ; de 10 à 30 % ; supérieur à 30 % |                       |                 |                                |

Les investissements réalisés par la commune de Flaujac-Gare.
Les emplois d'investissement en 2018 comprenaient par ordre d'importance :
- des dépenses d'équipement[Note 13] pour une valeur totale de 6 000 € (101 %), soit 55 € par habitant, ratio inférieur de 87 % à la valeur moyenne pour les communes de la même strate (414 € par habitant). En partant de 2014 et jusqu'à 2018, ce ratio fluctue et présente un minimum de 0 € par habitant en 2014 et un maximum de 371 € par habitant en 2017 ;
- aucun remboursement d'emprunt[Note 14].

Les ressources en investissement de Flaujac-Gare se répartissent principalement en :
- subventions reçues pour  8 000 € (92 %), soit 72 € par habitant, ratio inférieur de 48 % à la valeur moyenne pour les communes de la même strate (138 € par habitant). En partant de 2014 et jusqu'à 2018, ce ratio fluctue et présente un minimum de 0 € par habitant en 2016 et un maximum de 72 € par habitant en 2018 ;
- fonds de Compensation pour la TVA pour une valeur de 1 000 € (11 %), soit 8 € par habitant, ratio inférieur de 85 % à la valeur moyenne pour les communes de la même strate (53 € par habitant).

L'endettement de Flaujac-Gare au 31 décembre 2018 peut s'évaluer à partir de trois critères : l'encours de la dette, l'annuité de la dette et sa capacité de désendettement :
- pas d'encours pour la dette. Pour la période allant de 2014 à 2018, ce ratio est constant et proche de 0 € par habitant ;
- aucune annuité pour la dette. Sur la période 2014 - 2018, ce ratio est constant et proche de 0 € par habitant ;
- la capacité d'autofinancement (CAF) pour une valeur de 3 000 €, soit 23 € par habitant, ratio inférieur de 89 % à la valeur moyenne pour les communes de la même strate (216 € par habitant). En partant de 2014 et jusqu'à 2018, ce ratio diminue de façon continue de 146 € à 23 € par habitant. La capacité de désendettement est de moins d'un an en 2018. Sur une période de 19 années, ce ratio est constant et faible (inférieur à 4 ans)

## Démographie
L'évolution du nombre d'habitants est connue à travers les recensements de la population effectués dans la commune depuis 1793. Pour les communes de moins de 10 000 habitants, une enquête de recensement portant sur toute la population est réalisée tous les cinq ans, les populations de référence des années intermédiaires étant quant à elles estimées par interpolation ou extrapolation. Pour la commune, le premier recensement exhaustif entrant dans le cadre du nouveau dispositif a été réalisé en 2008.

En 2022, la commune comptait 86 habitants, en évolution de −16,5 % par rapport à 2016 (Lot : +1,31 %, France hors Mayotte : +2,11 %).
| 1793 | 1800 | 1806 | 1821 | 1831 | 1836 | 1841 | 1846 | 1851 |
| ---- | ---- | ---- | ---- | ---- | ---- | ---- | ---- | ---- |
| 130  | 116  | 152  | 134  | 165  | 249  | 284  | 287  | 293  |

| 1856 | 1861 | 1866 | 1872 | 1876 | 1881 | 1886 | 1891 | 1896 |
| ---- | ---- | ---- | ---- | ---- | ---- | ---- | ---- | ---- |
| 273  | 278  | 256  | 263  | 257  | 246  | 232  | 230  | 232  |

| 1901 | 1906 | 1911 | 1921 | 1926 | 1931 | 1936 | 1946 | 1954 |
| ---- | ---- | ---- | ---- | ---- | ---- | ---- | ---- | ---- |
| 210  | 219  | 214  | 191  | 192  | 193  | 189  | 108  | 94   |

| 1962 | 1968 | 1975 | 1982 | 1990 | 1999 | 2006 | 2008 | 2013 |
| ---- | ---- | ---- | ---- | ---- | ---- | ---- | ---- | ---- |
| 84   | 85   | 74   | 65   | 72   | 70   | 86   | 90   | 100  |

| 2018 | 2022 | - | - | - | - | - | - | - |
| ---- | ---- | - | - | - | - | - | - | - |
| 96   | 86   | - | - | - | - | - | - | - |

## Économie

### Emploi
|                | 2008  | 2013  | 2018  |
| -------------- | ----- | ----- | ----- |
| Commune        | 7,7 % | 6,3 % | 7,4 % |
| Département    | 7,3 % | 8,9 % | 9,6 % |
| France entière | 8,3 % | 10 %  | 10 %  |

En 2018, la population âgée de 15 à 64 ans s'élève à 54 personnes, parmi lesquelles on compte 70,4 % d'actifs (63 % ayant un emploi et 7,4 % de chômeurs) et 29,6 % d'inactifs,. En  2018, le taux de chômage communal (au sens du recensement) des 15-64 ans est inférieur à celui de la France et département, alors qu'en 2008 il était supérieur à celui du département et inférieur à celui de la France.
La commune fait partie de la couronne de l'aire d'attraction de Figeac, du fait qu'au moins 15 % des actifs travaillent dans le pôle,. Elle compte 8 emplois en 2018, contre 10 en 2013 et 13 en 2008. Le nombre d'actifs ayant un emploi résidant dans la commune est de 35, soit un indicateur de concentration d'emploi de 22,8 % et un taux d'activité parmi les 15 ans ou plus de 44,3 %.
Sur ces 35 actifs de 15 ans ou plus ayant un emploi, 7 travaillent dans la commune, soit 20 % des habitants. Pour se rendre au travail, 88,6 % des habitants utilisent un véhicule personnel ou de fonction à quatre roues, 2,9 % s'y rendent en deux-roues, à vélo ou à pied et 8,6 % n'ont pas besoin de transport (travail au domicile).

### Activités hors agriculture
10 établissements sont implantés  à Flaujac-Gare au 31 décembre 2019.
Le secteur du commerce de gros et de détail, des transports, de l'hébergement et de la restauration est prépondérant sur la commune puisqu'il représente 30 % du nombre total d'établissements de la commune (3 sur les 10 entreprises implantées  à Flaujac-Gare), contre 29,9 % au niveau départemental.

### Agriculture
|               | 1988 | 2000 | 2010 | 2020 |
| ------------- | ---- | ---- | ---- | ---- |
| Exploitations | 8    | 9    | 11   | 7    |
| SAU (ha)      | 558  | 579  | 466  | 646  |

La commune est dans les Causses », une petite région agricole occupant une grande partie centrale du département du Lot. En 2020, l'orientation technico-économique de l'agriculture  sur la commune est l'élevage d'ovins ou de caprins. Sept exploitations agricoles ayant leur siège dans la commune sont dénombrées lors du recensement agricole de 2020 (huit en 1988). La superficie agricole utilisée est de 646 ha,,.

## Culture locale et patrimoine

### Lieux et monuments
- Le Gouffre des Vitarelles.
- Le Dolmen des Escabasses appelé aussi Dolmen de Cap del Bos : dolmen à entrée latérale qui a conservé son tumulus, la table a glissé sur le côté gauche mais la dalle de chevet est restée en place.
- L'église Notre-Dame-de-la-Compassion de Flaujac-Gare.
- Église Notre-Dame de Flaujac-Haut. Cette église abandonnée au XIXe siècle fait actuellement l’objet de travaux de rénovation.
- Église Saint-Maurice de Scelles. L'édifice est référencé dans la base Mérimée et à l'Inventaire général Région Occitanie[37].

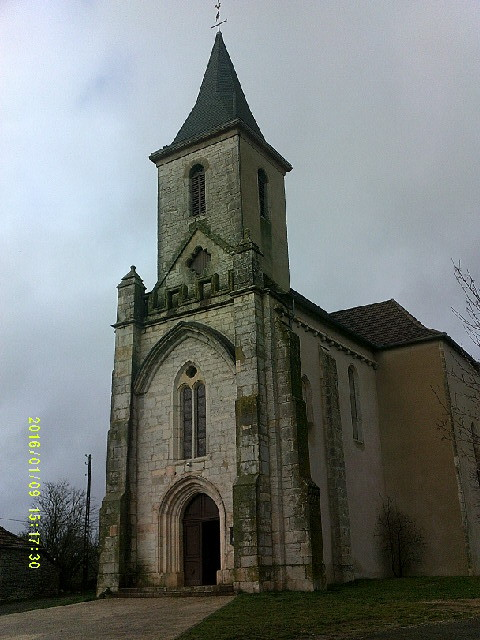
L'église Notre-Dame-de-la-Compassion de Flaujac-Gare

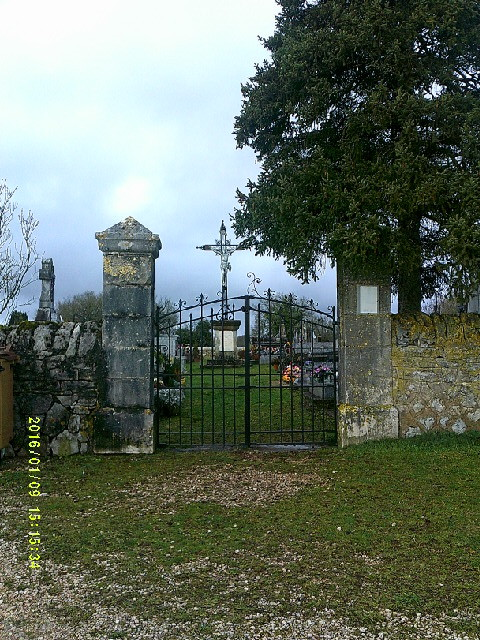
Le portail du cimetière de Flaujac-Gare